# 粗糙双盖蕨
粗糙双盖蕨（学名：Diplazium asperum）也称粗糙短肠蕨，为蹄盖蕨科双盖蕨属下的一个种。